# ガガウズ人
ガガウズ人（ガガウズじん、Gagauz）は、主にモルドバ共和国に居住する民族。モルドバのガガウズ人口は17万人ほどでモルドバ総人口の約4%を占める。モルドバの他、ブルガリア、ウクライナ、ロシア、ルーマニア、トルコなどにも居住し、総人口は30万人ほどとされる。

## 概略
テュルク諸語に属するガガウズ語を話すテュルク系民族だが、周辺のテュルク系諸民族と異なり、他のヨーロッパ人（スラヴ人）と容貌は区別できない。また、大多数が正教会のキリスト教徒である。
民族の起源については諸説あり、キリスト教に改宗したキプチャク系遊牧民に求める説もあるが、ガガウズ語はテュルク諸語オグズ語群でアナトリア半島のトルコ語に近く、近隣のテュルク系民族であるリトアニア・タタールやクリミア・タタール人（クリミア・タタール語）が話す言語（テュルク諸語キプチャク語群）とは系統を異にする。
モルドバ国内のガガウズ人は同国南部に集中しており、ソ連解体が進む1990年にガガウズ・ソビエト社会主義共和国の建国を宣言してモルダビア・ソビエト社会主義共和国（モルドバ）からの分離を図った。モルドバがソビエト連邦から独立した後もガガウズ人の分離運動は続いたが、結局1995年に「ガガウズ地域の特殊法的地位に関する法律」が制定され、ガガウズ人居住地域をガガウズ自治区として大幅な自治権を与えることで解決された。